# 장바티스트 주르당
장바티스트 주르당(프랑스어: Jean-Baptiste Jourdan, 1762년 4월 29일 ~ 1833년 11월 23일)은 프랑스 혁명 전쟁에서 활약한 공화국파의 군인이자 정치가이다. 제정기에는 제국 원수였다. 오백인원의 의원으로 1798년 현대 최초의 징병제를 실시하였기 때문에 이 법을 〈주르당법〉이라고 한다.

## 생애
1762년 외과 의사의 아들로 리모주에서 태어났다. 1778년 16세가 막되었을 때 프랑스 황군에 징병되어 일등병으로 도미하여 미국 독립 전쟁에 참가하였다. 오쎄루아 연대에 배속되어, 1779년 10월 9일 미국 독립 전쟁의 사반나 공성전에 참전하였다.
서인도 (캐러비안)에서 복무를 한 이후 1782년 열병에 걸려서 집으로 돌아왔다. 이때 걸린 말라리아는 평생동안 그를 곤란하게 한다. 1784년에 그는 군대를 제대하였고, 리모주에서 잡화점 사업을 시작한다. 1788년에는 의상디자이너와 결혼을 하고, 딸 다섯을 가졌다.
국민 의회가 지원병을 모집하자(1792년 7월), 주르당도 이에 지원하여 제2 오트비엔(Haute-Vienne) 대대의 대대장에 선임되었다. 그와 그의 병력은 즈마프 전투(1792년 11월 6일)에서 프랑스의 승리를 이루어냈다. 네르빈덴 전투(1793년 3월 18일)에도 그의 대대가 투입되었으나 오스트리군에 패배하였다. 주르당의 리더십은 널리 알려졌고 그는 준장에 진급하였다.(1793년 5월 27일) 그리고 두달 뒤에는 사단장으로 진급하였다. 그의 사단은 혼트쇼트 전투(9월 8일)에 참여하였는데 이때 그는 가슴에 부상을 입었다. 그리고, 그는 북부군(北部軍)의 사령관으로 임명되었다.(9월 22일) 그의 전임자는 3명이 있었는데 니콜라 뤼크네르 · 퀴스틴 백작 아당 필리프 · 장 니콜라 우샤르 모두 체포되어 기요틴으로 처형당한 공통점이 있었다.
그의 첫 임무는 작스코부르크의 조시아스 공작이 지휘하는 오스트리아-프로이센 군의 포위망을 뚫고 모뵈즈의 요새를 지키고 있던 자크 페랑(Jacques Ferrand)의 2만 군사를 구출해 내는 일이었다. 공안위원회는 이 임무가 매우 중요하다고 느끼고, 라자르 카르노로 하여금 그 역할을 감독하게 하였다. 주르당은 와티니 전투(10월 15~16일)에서 조시아스 공작을 물리치고, 포위망을 격파하였다. 이 때 카르노는 이 승리가 그의 개입으로 가능했다고 주장하였다. 역사학자 마이클 글로버는 첫째날의 공격은 카르노의 방해로 실패하였고 둘째날의 공격은 주르당이 그의 전략적 판단 덕분에 성공할 수 있었다고 분석한다. 어쨌든, 카르노의 활약만이 파리에 보고되었다.
불가능한 명령의 이행을 거부한 주르당은 공안 위원회에 출두하였다.(1794년 1월 10일) 카르노는, 로베스피에르 · 베르트랑 바레르 · 장 마리 코로 데르부아가 서명한 주르당에 대한 체포 영장을 제시하였다. 그러나 파견의원인 에르네스트 조제프 뒤케누아가 와티니 전투에 대한 카르노의 진술을 반박하는 증언을 해준 덕분에 주르당은 처형은 면하였다. 하지만 주르당은 강제 예편되었고 귀향하였다. 주르당은 플뢰뤼스 전투에서 오스트리아군에게 승리했다(1794년 6월 26일).
1804년 원수가 된다.
1811년　마드리드 총독.
1813년 빅토리아 전투에서 영국의 웰링턴에게 대패하여 본국 소환에 참전하였다.

## 같이 보기
- 개선문에 새겨진 이름들